# Nicolas Lang
Nicolas Lang (* 1. Mai 1990 in Mülhausen) ist ein französischer Basketballspieler.

## Werdegang
Lang begann in Lutterbach mit dem Basketballsport. Sein Vater war selbst Zweitligaspieler. In der Saison 2007/08 gab Nicolas Lang bei Élan Chalon seinen Einstand in der höchsten französischen Spielklasse. 2012 wurde er mit dem Verein französischer Meister, Pokalsieger und gewann den Ligapokal Semaine des As.
Mit ASVEL Lyon-Villeurbanne holte Lang im Spieljahr 2015/16 den zweiten französischen Meistertitel seiner Laufbahn. Nach seinem Wechsel zu Limoges CSP stieg seine Punktausbeute in der französischen Liga auf folgend jahrelange zweistellige Mittelwerte. Anfang November 2024 traf Lang seinen 756. Dreipunktewurf in der Liga und setzte sich mit diesem Wert an die Spitze der seit 1987 geführten Bestenliste der Ligue Nationale de Basket.

### Nationalmannschaft
2010 wurde Lang mit Frankreichs U20-Nationalmannschaft Europa dieser Altersklasse. Sein erstes Herrenländerspiel bestritt er im November 2020.

## Erfolge
- Französischer Meister 2012, 2016
- Französischer Pokalsieger 2011, 2012
- Französischer Ligapokalsieger 2012, 2019
- U20-Europameister 2010